# 5347 Орестелеска
5347 Орестелеска (5347 Orestelesca, 1985 DX2, 1990 DQ) — астероїд головного поясу, відкритий 24 лютого 1985 року.
Тіссеранів параметр щодо Юпітера — 3,220.